# All About Love
All About Love é o décimo primeiro álbum do cantor Steven Curtis Chapman, lançado a 16 de Janeiro de 2003.
O disco atingiu o nº 12 da Billboard 200, o nº 1 do Top Contemporary Christian e o nº 1 do Top Christian Albums.

## Faixas
Todas as faixas por Chapman, exceto onde anotado
1. "All About Love" – 3:42
2. "Your Side of the World" – 4:25
3. "How Do I Love Her" – 4:57
4. "11-6-64" – 3:07
5. "You've Got Me" – 3:45
6. "I'm Gonna Be (500 Miles)" (Reid, Reid) – 3:44
7. "Echoes of Eden" – 5:04
8. "Holding a Mystery" – 4:22
9. "We Will Dance" – 4:40
10. "We Belong Together (Tarzan and Jane)" – 3:16
11. "With Every Little Kiss" – 3:13
12. "Miracle of You" – 3:35
13. "I'll Take Care of You" (Glen Sutton, Jordan) – 4:23
14. "I Will Be Here" – 4:13
15. "Moment Made for Worshiping" – 3:10
16. "When Love Takes You In" – 4:47